# Districte de Meißen
Meißen és un districte rural (Landkreis) de l'estat lliure de Saxònia (Freistaat Sachsen).
(Habitants a 31 de desembre del 2006)
| Ciutats 1. Coswig (22.164) 2. Lommatzsch (5.730) 3. Meißen (28.057) 4. Nossen (7.390) 5. Radebeul (33.203) 6. Radeburg (7.907) | Municipis 1. Diera-Zehren (3.777) 2. Käbschütztal (2.925) 3. Ketzerbachtal (2.862) 4. Klipphausen (6.170) 5. Leuben-Schleinitz (1.535) 6. Moritzburg (8.182) 7. Niederau (4.186) 8. Triebischtal (4.586) 9. Weinböhla (10.166) |